# (344) Дезидерата
(344) Дезидерата (фр. Desiderata) — крупный астероид главного пояса, который принадлежит к тёмному спектральному классу C. Он был открыт 15 ноября 1892 года французским астрономом Огюстом Шарлуа в обсерватории Ниццы и назван в честь королевы Швеции начала XIX века Дезире Клари, известной также как Дезидерия.

Орбита астероида Дезидерата и его положение в Солнечной системе
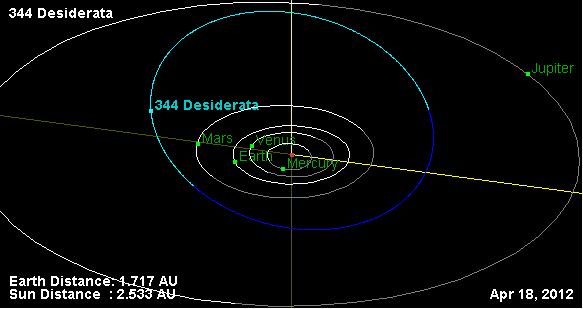
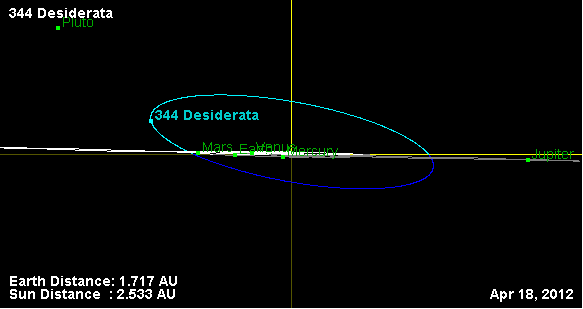